# Jožef Jeraj
Jože (Jožef) Jeraj, slovenski agronom, ekonomist, politik, diplomat * 28. februar 1938, Rečica ob Savinji
Diplomiral je na Biotehniški fakulteti v Ljubljani (1962), delal v zunanji trgovini in na vodilnih delovnih mestih v Ljubljanskih mlekarnah in Mercatorju. Med 12. februarjem in 23. septembrom 1992 je bil minister za trgovino Republike Slovenije, nato do leta 2000 genralni konzul RS v Celovcu. Kot predstavnik SLS je bil leta 2002 izvoljen v Državni svet RS. Bil je predsednik Društva slovensko-avstrijskega prijateljstva in pisec spominov Prek Karavank (2002). 